# Monomorium springvalense
Monomorium springvalense är en myrart som beskrevs av Auguste-Henri Forel 1913. Monomorium springvalense ingår i släktet Monomorium och familjen myror. Inga underarter finns listade i Catalogue of Life.

## Bildgalleri

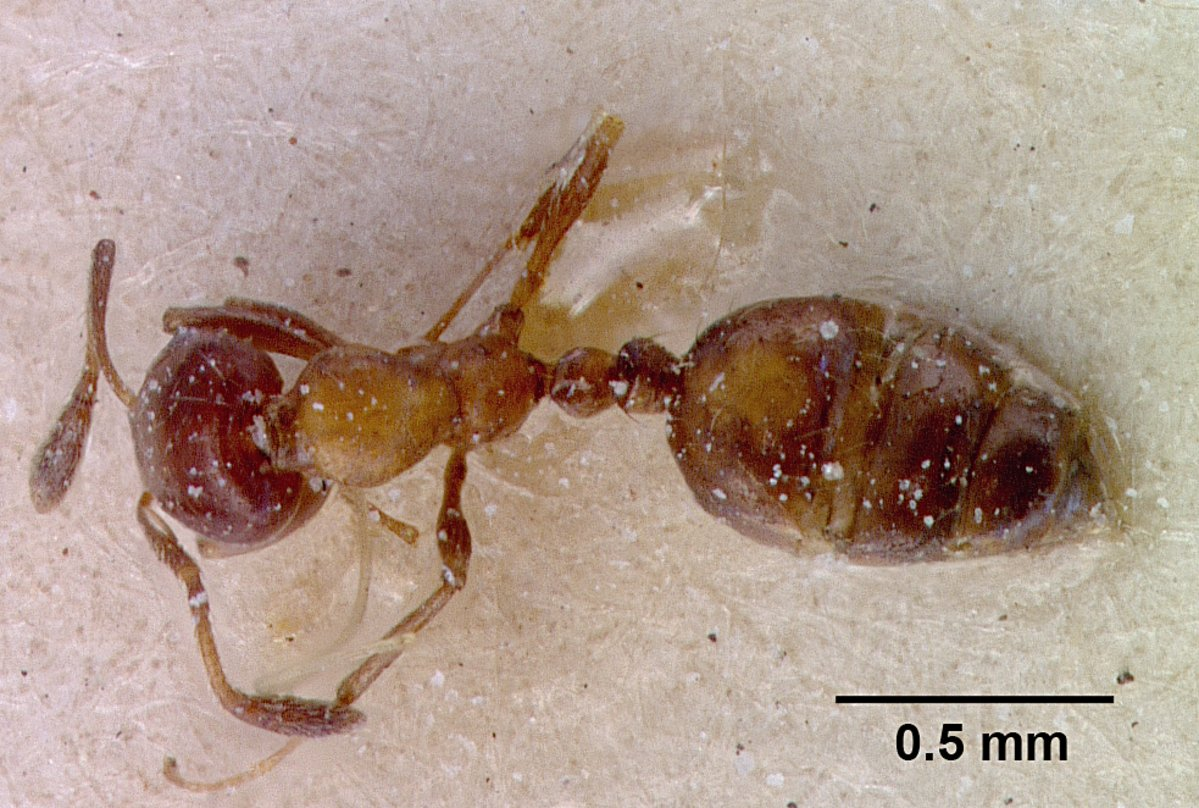
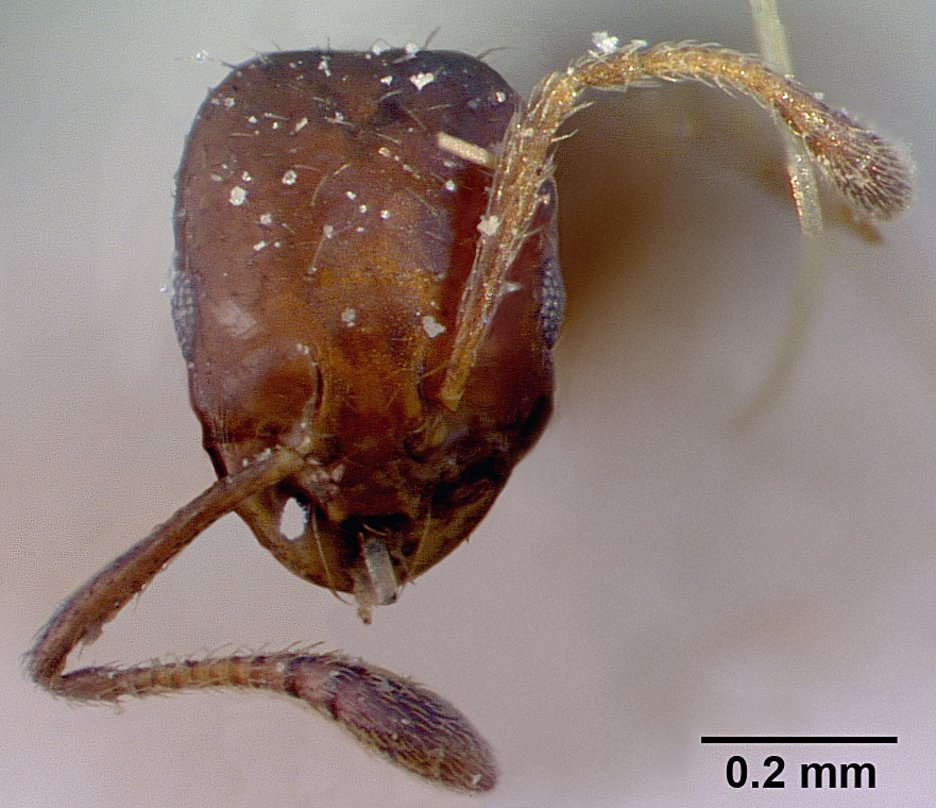
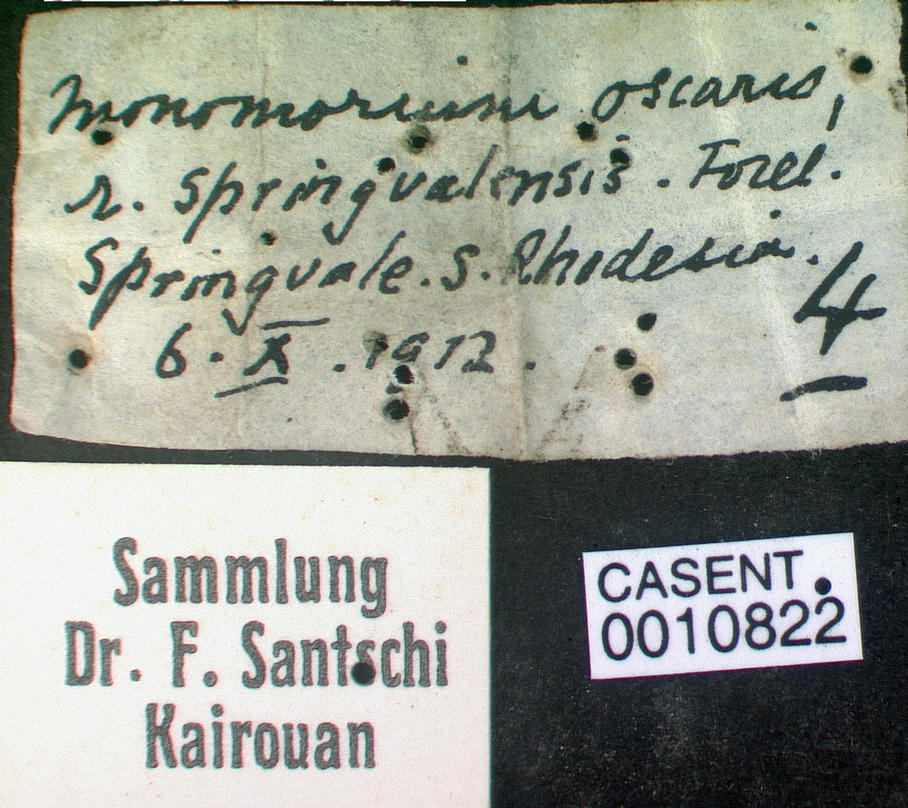
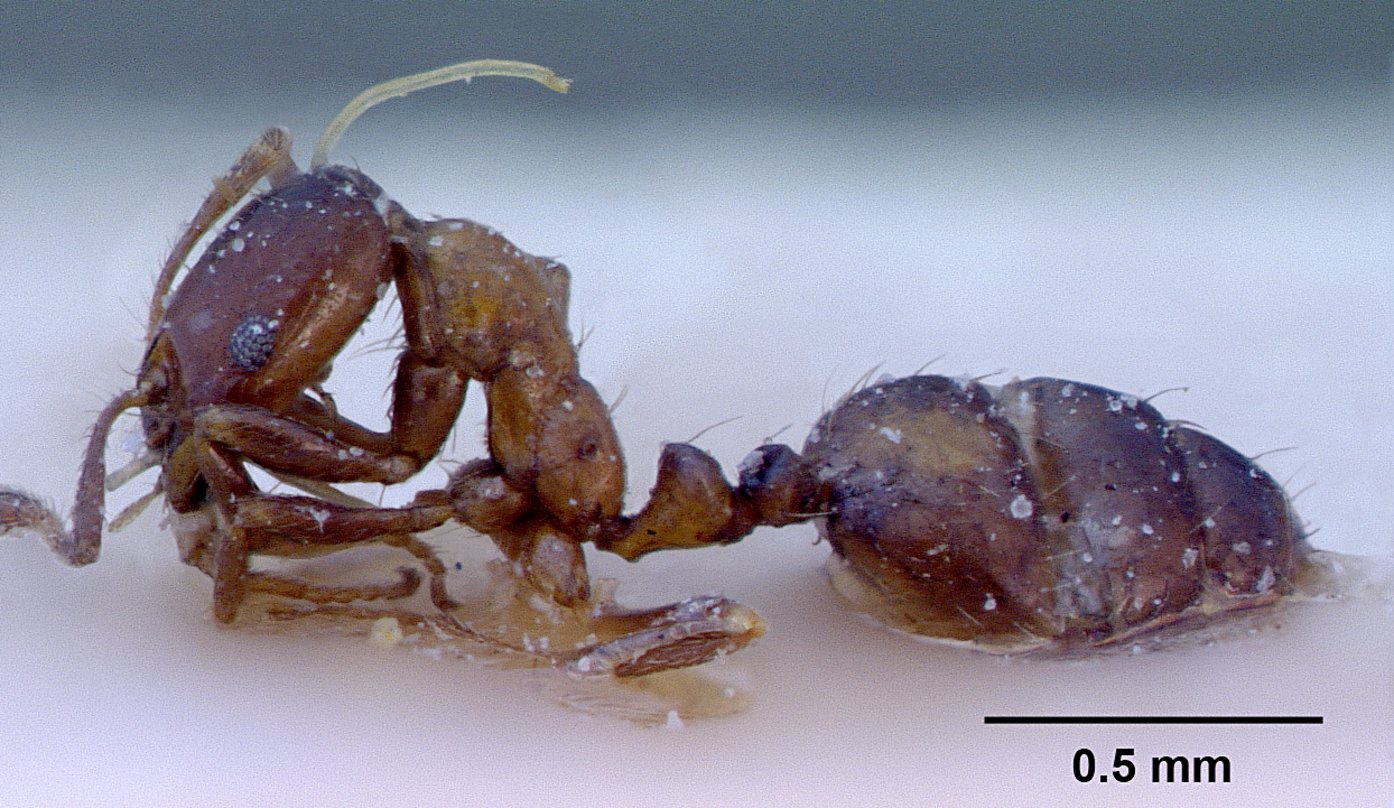